# Hidráulica Moinhos de Vento
A Hidráulica Moinhos de Vento é um dos equipamentos do Departamento Municipal de Água e Esgotos (DMAE), um órgão da Prefeitura de Porto Alegre, capital do estado brasileiro do Rio Grande do Sul, e sede da sua Diretoria Geral. Seu prédio histórico foi incluído na lista de bens tombados e inventariados do município.
Apesar de ainda ser designada pelo antigo nome pela população, sua denominação oficial é Estação de Tratamento de Água Moinhos de Vento. Encontra-se situada no bairro Moinhos de Vento.

## História
A origem da Hidráulica Moinhos de Vento está ligada ao processo de modernização do abastecimento de água em Porto Alegre ocorrido a partir de fins do século XIX, que foi liderado pela iniciativa privada sob a supervisão do município. Em 1885 foi autorizada a criação da Companhia Hidráulica Guaibense (Hydráulica Guaybense na grafia da época), para explorar os serviços de abastecimento domiciliar de água, coletada do lago Guaíba e distribuída sem tratamento. A empresa foi fundada em 1886 e começou a operar em 1891, atendendo a 1.065 residências.

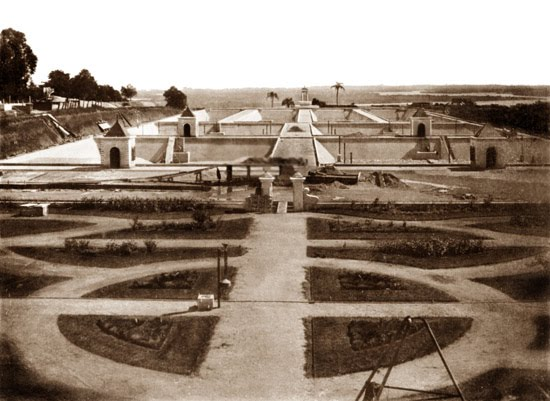
Os tanques da Hidráulica Guaibense em 1890

Em 1899 a companhia construiu um reservatório nos altos da região conhecida como Moinhos de Vento, ainda pouco urbanizada, com capacidade para abastecer 90 mil clientes. O local foi ajardinado e se tornou uma área de lazer para a população, passando a ser conhecido como Caixa d'Água.
Em 1 de outubro de 1904, durante o mandato do intendente José Montaury, a companhia foi comprada pela municipalidade pelo valor de 423 contos de réis, sendo rebatizada como Seção de Hidráulica Municipal. O reservatório dos Moinhos de Vento foi ampliado, e em 1907 começou a operar a estação de tratamento da água, projetada pelo francês Jules Villain.
Em 1920 foi contratada uma empresa norte-americana, Ulen and Company, para uma reforma e modernização das instalações de tratamento. O projeto do atual complexo foi aprovado em 27 de agosto de 1920, elaborado por Cristiano de La Paix Gelbert em estilo eclético, com a engenharia a cargo de Charles Lusk, e as obras ficaram sob a responsabilidade de Theo Wiedersphan. O projeto aproveitou os reservatórios já existentes e construiu mais um, acrescentou um torreão central no prédio principal para receber um laboratório de controle da qualidade da água, e construiu um outro prédio para tratamento químico. Também foi projetada uma reforma e embelezamento dos jardins, inspirados no paisagismo do Palácio de Versalhes. Entre 1927 e 1928 foram construídas uma caixa d'água metálica elevada para a água destinada à lavagem dos filtros e a Torre Elevatória. O complexo foi inaugurado oficialmente em 15 de novembro de 1928 pelo intendente Alberto Bins, recebendo o nome de Hidráulica Moinhos de Vento.

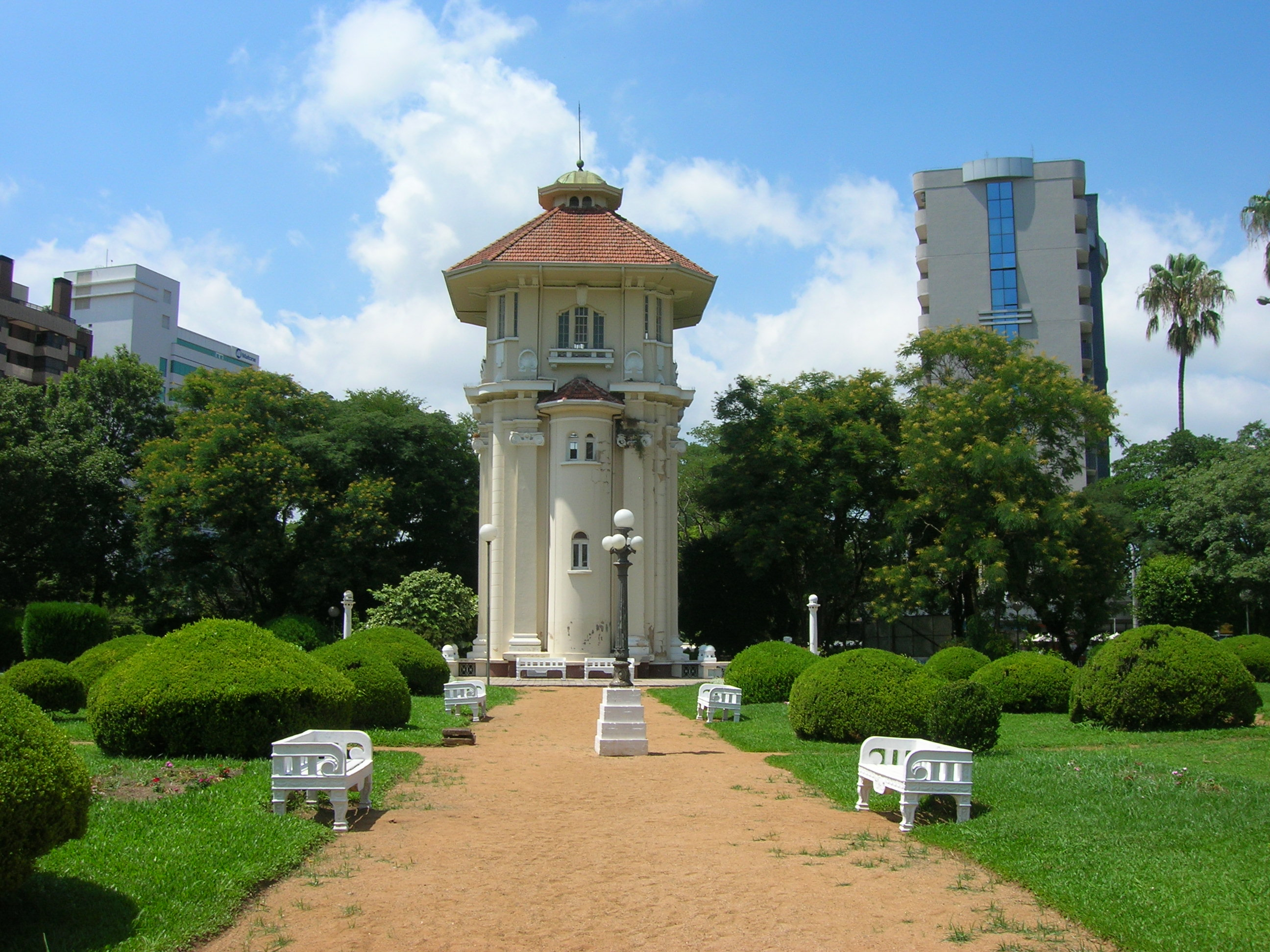
A Torre Elevatória

Em relatório de 1929 o intendente assinalou que a estética da Torre Elevatória não se harmonizava com a dos outros edifícios, cabendo então à Comissão de Obras Novas estudar uma adaptação. O projeto foi assinado por Gelbert, que acrescentou também estátuas, chafariz e escadarias nos jardins, um pórtico na entrada e um chaminé ornamentado para exaustão da fumaça dos motores de bombeamento da Casa de Filtros. As obras foram executadas pela Ulen and Company e entregues em 1930.
A Hidráulica, com seus aprazíveis jardins, foi um dos fatores que impulsionaram a valorização e urbanização da região. Com a criação do Departamento Municipal de Água e Esgotos em 1961, a Hidráulica Moinhos de Vento foi incorporada aos seus equipamentos, sediando a sua Diretoria Geral. Em 1969 a Torre Elevatória foi desativada.

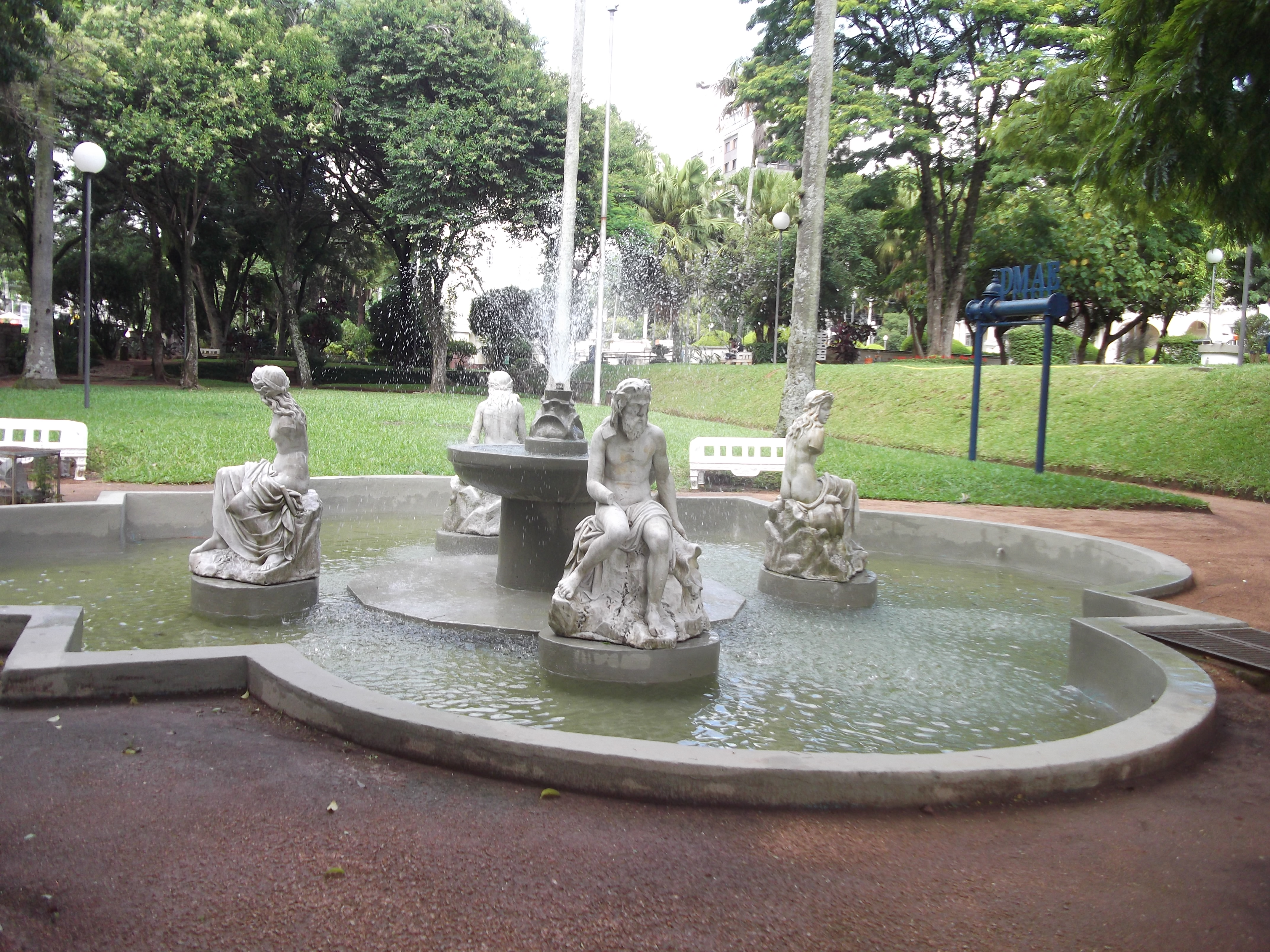
Os Afluentes do Guaíba nos jardins da Hidráulica

Desde 15 de dezembro de 1986, nas comemorações do aniversário de 25 anos do DMAE, a Hidráulica abriga o Centro Histórico-Cultural Antônio Klinger Filho, que promove atividades diversificadas como saraus e palestras e conta com uma galeria de arte e um acervo com mais de 200 obras. O caráter histórico das edificações propicia atividades de educação patrimonial, estando desde 2012 incluídas no roteiro da Linha Turismo mantida pela Prefeitura, e desde 2013 incluídas na lista de bens tombados e inventariados do município.
Em 2014 o chafariz nos jardins passou a abrigar o conjunto de estátuas conhecido como Os Afluentes do Guaíba, originalmente parte de uma imponente fonte pública instalada na Praça da Matriz em 1867 e depois levadas, já sem as bacias, para a Praça Dom Sebastião. O processo de transferência incluiu limpeza e recuperação das estátuas, que haviam sofrido muito vandalismo enquanto estiveram na Praça Dom Sebastião, mas as partes faltantes não foram recriadas.